# Anachalcos pembensis
Anachalcos pembensis là một loài bọ cánh cứng trong họ Bọ hung (Scarabaeidae).